# Gunde Svan
Gunde Anders Svan, né le 12 janvier 1962 dans le comté de Dalarna, est un fondeur suédois. Considéré comme l'un des plus grands skieurs de fond de l'histoire, il est sextuple médaillé aux Jeux olympiques d'hiver, dont quatre titres. Il remporte onze médailles lors des Championnats du monde, dont sept d'or. Il remporte également à cinq reprises le classement de la Coupe du monde, seul le Norvégien Bjørn Dæhlie faisant mieux avec un globe de plus.
Il connait ensuite une carrière en rallycross. Il devient ensuite une personnalité de la télévision suédoise.

## Biographie

### Carrière de skieur
Membre du club Dala-Järna IK, il fait ses débuts internationaux aux Championnats du monde 1982, terminant treizième du quinze kilomètres.
Lors de la saison 1982-1983, il prend part à la deuxième édition officielle de la Coupe du monde, commençant par une cinquième place au quinze kilomètres de Davos. Il améliore ses résultats vers la fin de l'hiver, montant sur son premier podium à Oslo, puis gagnant à Anchorage et Labrador City. Il finit deuxième du classement général derrière Aleksandr Zavyalov.
Venant aux Jeux olympiques de 1984, à Sarajevo avec une victoire à Ramsau, il est sur le podium de toutes les courses, remportant la médaille d'or au quinze kilomètres et au relais en compagnie de Thomas Wassberg, Benny Kohlberg, Jan Ottosson, ainsi que la médaille d'argent au cinquante kilomètres et le bronze au trente kilomètres. Ces courses comptant pour la Coupe du monde, il réalise un grand pas vers le gain de la compétition. À Falun et Fairbanks, il sort vainqueur et remporte donc son premier globe de cristal, récompensant le gagnant du classement général de la Coupe du monde. Il reçoit ainsi la Médaille d'or du Svenska Dagbladet, récompensant la performance suédoise de l'année.
En 1985, son temps fort est son doublé 30-50 kilomètres aux Championnats du monde à Seefeld (plus une médaille de bronze en relais), il enchaîne avec trois autres succès, dont un à Falun et est de nouveau vainqueur de la Coupe du monde. Il est alors récompensé avec la Médaille Holmenkollen.
Avec l'introduction de la nouvelle technique en skating (style libre), certains skieurs prennent du temps pour s'adapter. Dans le cas de Svan, il se montre rapidement compétitif, gagnant notamment la course en style libre à Bibawik. Il finit en tête de la Coupe du monde pour la troisième fois, s'imposant au total cinq fois, dont au mythique cinquante kilomètres de Holmenkollen, localité où il compte trois victoires sur le Festival de ski.
En 1986-1987, il entame bien l'hiver avec divers podiums, dont deux premières places à Ramsau et Cogne sur le même format du quinze kilomètres libre. Cependant sa forme dimunue et ne termine que septième en individuel aux Championnats du monde à Oberstdorf, où il gagne tout de même le titre au relais avec Erik Östlund, Thomas Wassberg et Torgny Mogren. Il est classé troisième mondial, arrêtant sa saison à l'issue des Mondiaux.
En amont des Jeux olympiques, en 1988, il est deux fois deuxième en Coupe du monde et victorieux du quinze kilomètres classique de Davos.
Aux Jeux olympiques de Calgary, il double son nombre de médailles d'or, gagnant le cinquante kilomètres et de nouveau le relais. Il redevient vainqueur du classement général de la Coupe du monde à l'issue de l'hiver (quatrième titre).
Il continue sa domination sur la concurrence l'hiver suivant, remportant le gros de globe de cristal de la Coupe du monde pour la cinquième fois, grâce à des victoires à Bohinj, Val di Sole, deux à Nové Město na Moravě et pour finir deux aux Championnats du monde à Lahti, sur le quinze et le cinquante kilomètres. Il y conserve son titre sur le relais, établissant son propre record de titres sur un championnat avec trois unités.
En 1989-1990, son règne dans la Coupe du monde, prend fin, mais Svan finit toujours deuxième du classement général, grâce à trois victoires (une sur trente kilomètres et une sur cinquante kilomètres).
Aux Championnats du monde 1991, à Val di Fiemme, il remporte son cinquième titre individuel de champion du monde au trente kilomètres, soit sa trentième et ultime victoire dans le circuit international. Il agrémente ce succès par deux autres médailles d'argent aux quinze et cinquante kilomètres.
Il prend sa retraite dans le ski à l'issue  sur un bilan de 372 victoires sur 615 courses disputées et seize titres nationaux.

### Autres activités
Au milieu des années 1990, il est engagé dans le rallyecross, terminant notamment troisième du championnat d'Europe 1995 au volant d'une Toyota Celica.
Il devient aussi commentateur de sports d'hiver à la télévision suédoise, où présente d'autres programmes également, comme l'équivalent de Fort-Boyard en Suède ou encore le Bingolotto.
Entre 2007 et 2009, il est le directeur de l'équipe de Suède de ski de fond.

### Vie privée
Il est le mari d'une autre fondeuse Marie Johansson. Leur fille Julia Svan est aussi fondeuse.

## Palmarès

### Jeux olympiques
Gunde Svan participe à deux éditions des Jeux olympiques. Il dispute un total de huit épreuves, remportant quatre titres, une médaille d'argent et une médaille de bronze. Lors de l'édition de 1984 à Sarajevo, il remporte une médaille dans chacune des épreuves.
| Édition / Épreuve | 15 km | 30 km  | 50 km  | Relais 4 × 10 km |
| ----------------- | ----- | ------ | ------ | ---------------- |
| Sarajevo 1984     | Or    | Bronze | Argent | Or               |
| Calgary 1988      | 13e   | 10e    | Or     | Or               |

### Championnats du monde
| Édition / Épreuve  | 15 km                            | 15 km                            | 30 km | 50 km  | Relais 4 × 10 km |
| Édition / Épreuve  | Libre                            | Classique                        | 30 km | 50 km  | Relais 4 × 10 km |
| ------------------ | -------------------------------- | -------------------------------- | ----- | ------ | ---------------- |
| Oslo 1982          | 13e                              | Épreuve inexistante à cette date |       |        |                  |
| Seefeld 1985       | Épreuve inexistante à cette date | 5e                               | Or    | Or     | Bronze           |
| Oberstdorf 1987    | Épreuve inexistante à cette date |                                  | 7e    |        | Or               |
| Lahti 1989         | Or                               | 6e                               |       | Or     | Or               |
| Val di Fiemme 1991 | Argent                           |                                  | Or    | Argent | Argent           |

### Coupe du monde
Gunde Svan remporte le classement général de la Coupe du monde à cinq reprises, en 1983-1984, 1984-1985, 1985-1986, 1987-1988  et 1988-1989. En 1982-1983 et 1989-1990, il termine deuxième et en 1986-1987 il termine troisième.
Gunde Svan obtient 45 podiums individuels : 29 victoires, onze deuxièmes places et cinq troisièmes places.

#### Victoires individuelles en Coupe du monde
| Date | Lieu             | Pays                        | Discipline              |
| ---- | ---------------- | --------------------------- | ----------------------- |
| 1    | 19 mars 1983     | Anchorage                   | 15 km                   |
| 2    | 27 mars 1983     | Labrador City               | 30 km                   |
| 3.   | 16 décembre 1983 | Ramsau am Dachstein         | 30 km                   |
| 4    | 13 février 1984  | Sarajevo                    | 15 km (Jeux olympiques) |
| 5    | 25 février 1984  | Falun                       | 30 km                   |
| 6    | 17 mars 1984     | Fairbanks                   | 15 km                   |
| 7    | 18 janvier 1985  | Seefeld in Tirol (Mondiaux) | 30 km                   |
| 8    | 27 janvier 1985  | Seefeld in Tirol (Mondiaux) | 50 km                   |
| 9    | 16 février 1985  | Vitoscha                    | 15 km                   |
| 10   | 23 février 1985  | Syktyvkar                   | 15 km                   |
| 11   | 9 mars 1985      | Falun                       | 30 km                   |
| 12   | 8 décembre 1985  | Labrador City               | 15 km classique         |
| 13   | 14 décembre 1985 | Bibawik                     | 30 km libre             |
| 14   | 11 janvier 1986  | La Bresse                   | 30 km classique         |
| 15   | 14 février 1986  | Oberstdorf                  | 50 km libre             |
| 16   | 14 mars 1986     | Oslo                        | 50 km classique         |
| 17   | 10 décembre 1986 | Ramsau am Dachstein         | 15 km libre             |
| 18   | 13 décembre 1986 | Cogne                       | 15 km libre             |
| 19   | 19 décembre 1987 | Davos                       | 15 km classique         |
| 20   | 27 février 1988  | Calgary (Jeux olympiques)   | 50 km libre             |
| 21   | 14 décembre 1988 | Bohinj                      | 30 km libre             |
| 22   | 17 décembre 1988 | Val di Sole                 | 15 km libre+classique   |
| 23   | 13 janvier 1989  | Nové Město na Moravě        | 15 km libre             |
| 24   | 15 janvier 1989  | Nové Město na Moravě        | 30 km classique         |
| 25   | 20 février 1989  | Lahti (Mondiaux)            | 15 km libre             |
| 26   | 26 février 1989  | Lahti (Mondiaux)            | 50 km libre             |
| 27   | 13 janvier 1990  | Moscou                      | 30 km libre             |
| 28   | 21 février 1990  | Val di Fiemme               | 30 km classique         |
| 29   | 17 mars 1990     | Vang                        | 50 km libre             |
| 30   | 7 février 1991   | Val di Fiemme (Mondiaux)    | 30 km classique         |

#### Classements par saison
| Saison / Épreuve | Saison / Épreuve | Général | Général |
| ---------------- | ---------------- | ------- | ------- |
| Saison / Épreuve | Saison / Épreuve | Class.  | Points  |
| 1981-1982        | 1981-1982        | 57e     | 8       |
| 1982-1983        | 1982-1983        | 2e      | 116     |
| 1983-1984        | 1983-1984        | 1er     | 145     |
| 1984-1985        | 1984-1985        | 1er     | 152     |
| 1985-1986        | 1985-1986        | 1er     | 145     |
| 1986-1987        | 1986-1987        | 3e      | 83      |
| 1987-1988        | 1987-1988        | 1er     | 109     |
| 1988-1989        | 1988-1989        | 1er     | 170     |
| 1989-1990        | 1989-1990        | 2e      | 144     |
| 1990-1991        | 1990-1991        | 8e      | 65      |